# Base Operacional para a Frente

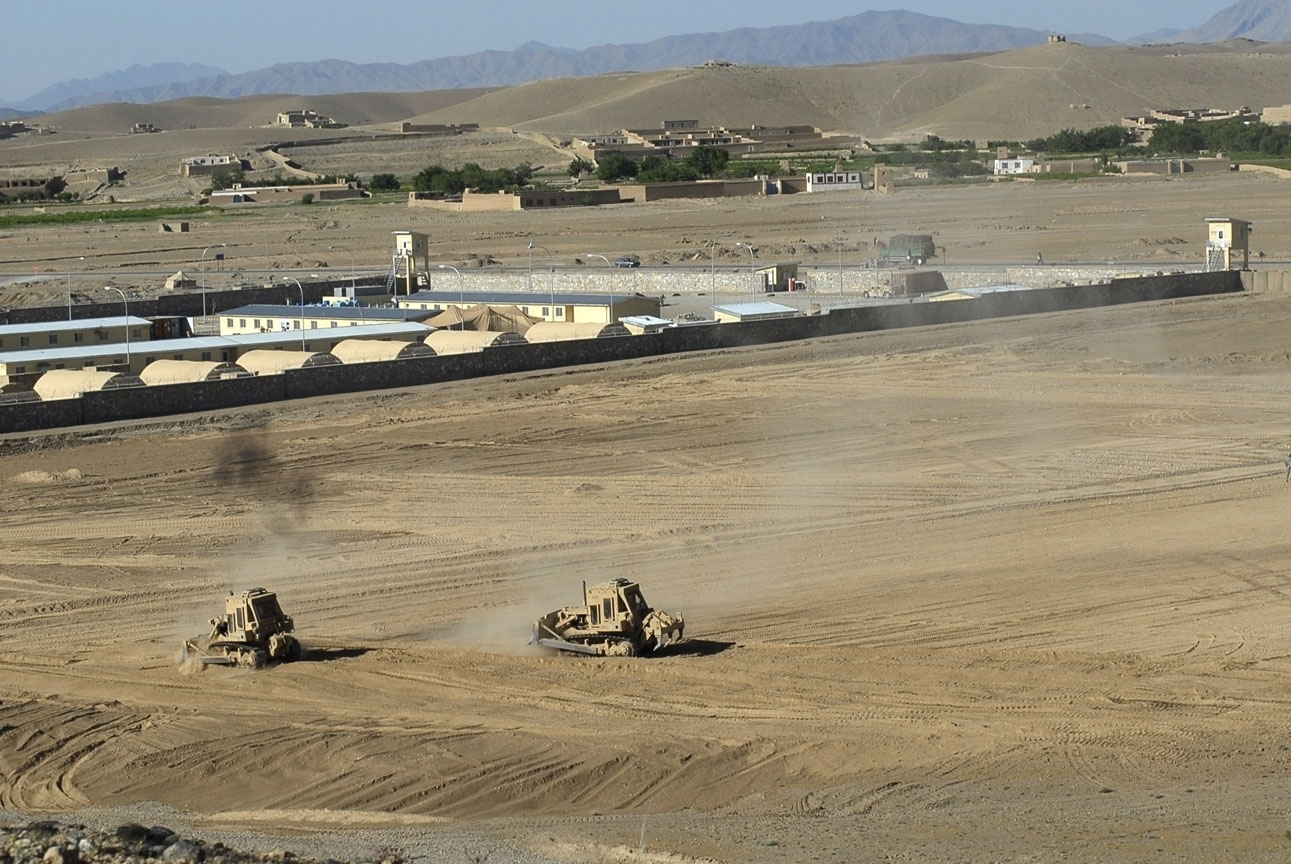
Uma BOA no Afeganistão

Uma Base Operacional Avançada (ou BOA) é qualquer posição militar avançada segura, normalmente uma base militar, que é utilizada no apoio de operações táticas. Uma BOA pode ou não ter um campo de pouso, hospital ou outras instalações. A base pode ser utilizada durante um período prolongado de tempo. BOAs são tradicionalmente apoiadas por Bases Operacionais Principais que são necessárias para fornecer suporte extra. Uma BOA também melhora o tempo de reação em áreas locais ao invés de concentrar todas as tropas na base principal de operação.
Na sua forma mais básica, uma BOA consiste em um círculo de arame farpado em torno de uma posição com um Ponto de Controle de Entrada fortificado, ou PCE. BOAs mais avançadas incluem um conjunto de barragens de terra, barreiras de concreto, portões, guaritas, bunkers e outras infra-estruturas de proteção reforçada. Elas muitas vezes são construídas a partir de barreiras hesco.
No Afeganistão, em 2011, haviam 137 bases britânicas durante a Operação Herrick que serão fechadas quando a operação terminar em 2014.